# Évron

Évron este o comună în departamentul Mayenne, Franța. În 2009 avea o populație de 7,099 de locuitori.